# Dunsinane Regio
La Dunsinane Regio è una struttura geologica della superficie di Miranda.